# Quách Tử Nghi
Quách Tử Nghi (chữ Hán: 郭子儀; 5 tháng 9, 697 – 9 tháng 7, 781), là một danh tướng nhà Đường trong lịch sử Trung Quốc.
Ông phục vụ dưới 4 đời Hoàng đế nhà Đường là Đường Huyền Tông, Đường Túc Tông, Đường Đại Tông và Đường Đức Tông, có công rất lớn trong việc dẹp loạn An Sử. Do thanh thế lớn, ông được phong tước Phần Dương quận vương (汾陽郡王), và người đời gọi ông là Quách Lệnh Công (郭令公).

## Thân thế
Quách Tử Nghi quê ở Hoa Châu, huyện Trịnh (nay là huyện Hoa, tỉnh Thiểm Tây). Tổ 6 đời là Quách Trí (郭智), người Tấn Dương, Thái Nguyên (nay là Thái Nguyên, Sơn Tây), làm Thái thú quận Trung Sơn, rồi Thứ sử Dĩnh Châu thời Bắc Ngụy. Tổ 5 đời Quách Tiến (郭进), làm chức Tư mã Đồng Châu thời Tây Ngụy, em trai của Thái phó Quách Huy thời nhà Tùy. Cha ông là Quách Kính Chi (郭敬之), từng giữ chức Thứ sử 5 châu dưới thời Đường, tặng Kì Quốc công (祁国公). Mẹ ông là Hướng thị (向氏), phong Ngụy Quốc phu nhân (魏国夫人).
Quách Tử Nghi được mô tả là người cao hơn 6 thước, dáng vẻ anh dũng. Quách Tử Nghi theo đuổi nghiệp võ, thi đỗ đầu trong một kỳ thi, được bổ nhiệm làm "Trưởng sử tả vệ".
Trong vài chục năm cho đến trước năm 755, Quách Tử Nghi không có đóng góp nào đặc biệt trên quan trường.

## Dẹp loạn An Sử

### Giao tranh ở Hà Bắc
Tháng 11 năm 755, lúc đó Tử Nghi đã 59 tuổi, Tiết độ sứ Phạm Dương là An Lộc Sơn khởi binh chống lại nhà Đường, tự xưng là Yên đế. Quân Yên khí thế mạnh mẽ, sang năm 756 nhanh chóng đánh chiếm nhiều vùng đất thuộc Hà Bắc và Hà Nam.
Trước tình thế nguy cấp, Đường Huyền Tông bổ nhiệm Quách Tử Nghi làm Tiết độ sứ Sóc Phương, mang quân về phía đông dẹp loạn.
Tháng 4 năm 756, Quách Tử Nghi giành lại được 2 quận Vân Trung và Mã Ấp. Sau đó ông tiến quân đến Tỉnh Hình, phối hợp với Tiết độ sứ Hà Đông là Lý Quang Bật. Hai tướng cùng nhau đánh chiếm được 2 huyện Cửu Môn và Cảo Thành do tướng Yên là Sử Tư Minh cố thủ trên 40 ngày. Quân Đường chiếm được 9 huyện của quận Thường Sơn, đường rút lui của quân Yên bị uy hiếp.
Sử Tư Minh tuy thua nhưng có quân đông, khí thế còn mạnh. Khi Quách Tử Nghi và Lý Quang Bật lui lại Thường Sơn để phòng thủ bèn mang quân đuổi theo. Quách Tử Nghi bèn sai 500 quân giương oai tiến lên phía bắc để đánh lừa Tư Minh. Tư Minh không biết là nghi binh, mang quân cấp tốc đuổi theo trong 3 ngày 3 đêm. Khi quân Yên đuổi tới huyện Hành Đường thì người ngựa đã rất mệt mỏi, lúc đó mới phát hiện ra phía trước chỉ có 500 quân Đường, bèn quay trở lại sông Sa Hà nghỉ ngơi. Quách Tử Nghi thừa lúc quân Yên mệt mỏi bèn mang quân đánh úp, giành thắng lợi lớn.
An Lộc Sơn nghe tin Tư Minh thua trận bèn sai Thái Hy Đức mang 2 vạn bộ binh và kỵ binh tới chi viện, lại sai Ngưu Đình Giới mang 1 vạn quân tới hỗ trợ Tư Minh. Tư Minh có 5 vạn quân trong tay.
Quách Tử Nghi không vội giao chiến, vẫn dùng chiến thuật trì hoãn khiến quân địch nản lòng. Ông mang quân lên phía bắc, dụ Tư Minh đuổi theo. Tư Minh được tăng viện, yên tâm mang quân đuổi. Tử Nghi đến đóng quân ở Hằng Dương, củng cố lại thành trì. Sử Tư Minh mang quân tới đánh thành không được. Hễ Tư Minh có ý định lui thì Quách Tử Nghi mang quân ra truy kích. Tư Minh quay trở lại đánh thì quân Đường lại rút vào thành cố thủ. Sử Tư Minh tiến lui đều không được, rất mệt mỏi. Lúc đó Quách Tử Nghi báo cho Lý Quang Bật tới trợ chiến, quân Đường có tổng cộng 10 vạn người, tổ chức tấn công quy mô vào quân Yên ở Gia Sơn, kết quả diệt hơn 4 vạn quân Yên, bắt sống 1000 người. Sử Tư Minh thua to, bị ngã ngựa, may mắn trốn thoát, chạy về cố thủ ở Bác Lăng. Quách Tử Nghi và Lý Quang Bật mang quân vây hãm Bác Lăng.
Trận Gia Sơn đẩy quân Yên vào thế nguy khốn. An Lộc Sơn từ Lạc Dương mang quân đánh Tràng An bị Kha Thư Hàn án ngữ ở Đồng Quan không tiến lên được, phía sau thì Quách Tử Nghi và Lý Quang Bật vây bọc. Nhiều tướng Yên đầu hàng nhà Đường, các trinh thám đi đưa thư cũng đều bị quân Đường bắt được. An Lộc Sơn chán nản định bàn cách bỏ Lạc Dương rút về căn cứ Phạm Dương và Bình Lư.

### Rút về Linh Vũ
Quách Tử Nghi và Lý Quang Bật kiến nghị Đường Huyền Tông cố thủ giữ chân An Lộc Sơn ở Đồng Quan, còn hai cánh quân Lý, Quách tấn công căn cứ Phạm Dương của Lộc Sơn. Nhưng Đường Huyền Tông không nghe theo, nóng lòng muốn thắng lợi, bèn ép Kha Thư Hàn xuất kích từ Đồng Quan ra đánh quân Yên. Thư Hàn không thể chống lệnh đành mang quân ra đánh, bị thảm bại. Quân Yên thắng lớn thừa cơ tiến vào Trường An. Đường Huyền Tông phải bỏ chạy vào đất Thục.
Tình hình nhà Đường rất nghiêm trọng, cả hai kinh Lạc Dương và Trường An đều thất thủ, uy thế quân Yên lên cao, Đường Huyền Tông bị mất uy tín với tướng sĩ vì sủng ái Dương Quý phi và anh Dương Phi là Dương Quốc Trung. Tháng 7 năm 756, Thái tử Lý Hanh bèn lên ngôi ở Linh Vũ, tức là Đường Túc Tông. Lực lượng của Đường Túc Tông mới tập hợp khá nhỏ yếu, Quách Tử Nghi và Lý Quang Bật đang chiếm ưu thế ở Hà Bắc, được lệnh về Linh Vũ hộ giá.
Qua một năm tập hợp và củng cố, quân Đường ở phương Bắc mạnh lên nhiều. Trong khi đó nội bộ quân Yên lại chia rẽ. An Lộc Sơn bị con là An Khánh Tự giết chết để cướp ngôi, mãnh tướng Sử Tư Minh mang gần 10 vạn quân ly khai không nghe lệnh Khánh Tự. Nhân thời cơ đó, Đường Túc Tông hạ lệnh phản công để thu hồi hai kinh (Lạc Dương, Trường An).

### Thu hồi hai kinh
Tháng 4 năm 757, Túc Tông phong con là Lý Bảo làm Nguyên soái, Quách Tử Nghi làm Phó nguyên soái, lãnh trách nhiệm thu hồi hai kinh. Lý Bảo là hoàng tử nắm quyền tối cao nhưng không có thực tài, chiến sự trông hết vào Quách Tử Nghi.
Tháng 5 năm 757, Quách Tử Nghi tiến từ Phượng Tường về phía đông chuẩn bị đánh Trường An. Đến Thanh Cừ thì quân Đường gặp quân Yên do Lý Quy Nhân, An Thủ Trung chỉ huy. Hai bên giữ nhau 7 ngày không giao chiến. Hai tướng Yên dùng mưu giả thua tháo lui. Quách Tử Nghi mắc mưu đuổi theo, hai tướng Yên dàn 9.000 quân thành hình con rắn dài đón đánh. Tử Nghi đánh vào giữa, hai đầu "trường xà" kéo lại vây bọc, đánh quân Đường thua to. Tử Nghi phải lui quân về giữ Vũ Công.
Đường Túc Tông điều thêm quân tiếp viện cho Lý Bảo và Tử Nghi. Ông đề nghị mượn thêm quân nước Hồi Hột láng giềng để chống những đạo quân thiện chiến của Yên, được 4.000 người dưới quyền tướng Bộc Cố Hoài Ân. Sang tháng 9 năm đó, Tử Nghi có 15 vạn quân, lại tấn công Tràng An lần thứ 2. Ngày 27 tháng 9, Tử Nghi kéo đến phía tây Trường An. An Thủ Trung và Lý Quy Nhân mang 10 vạn quân ra địch. Quách Tử Nghi sai Lý Tự Nghiệp cầm tiền quân, tự mình đi trung quân, sai Vương Âu Lễ làm hậu quân. Lý Tự Nghiệp và Lý Quy Nhân giao tranh giằng co mấy trận không phân thắng bại.
An Thủ Trung điều một cánh quân sang phía đông đánh vây bọc quân Đường. Quách Tử Nghi phát hiện, bèn sai Bộc Cố Hoài Ân (người Thiết Lặc, Hồi Hột) dẫn 4000 quân Hồi Hột ra giao chiến, giết hơn nửa quân Yên. Cánh quân Yên đi tập kích bị đánh bại. Quách Tử Nghi lại sai Hoài Ân vòng ra phía sau đánh úp quân Yên, đồng thời thúc tiền quân và trung quân cùng lúc tấn công ồ ạt. Sau hơn nửa ngày giao chiến, quân Đường giết 6 vạn quân Yên. Quân Yên thua chạy vào thành Trường An. Lý Bảo chủ trương cho binh sĩ nghỉ ngơi nên dừng lại không truy kích. An Thủ Trung, Trương Thông Nho và Lý Quy Nhân hoảng sợ, nhân lúc đêm tối bỏ thành rút chạy.
Ba ngày sau, Lý Bảo và Quách Tử Nghi mới mang quân đuổi theo quân Yên. Nhưng quân Đường triển khai chậm nên quân Yên có thời gian chỉnh đốn lại. Vua Yên An Khánh Tự sai Nghiêm Trang mang quân từ Lạc Dương sang phía tây tiếp viện cho Trường An, gặp tàn quân Yên thua chạy về, tập hợp lại được 15 vạn người.
Ngày 15 tháng 10, Quách Tử Nghi đụng độ quân Yên ở Tân Điếm. Quân Yên dựa vào núi bày trận, Tử Nghi cho đại quân tấn công chính diện, còn Bộc Cố Hoài Ân mang quân Hồi Hột đánh úp phía sau. Thấy cánh quân chính diện yếu thế, Hoài Ân dẫn quân thần tốc tới Nam Sơn, đánh mạnh vào sườn quân Yên. Quân Yên vốn sợ quân Hồi Hột, nên thấy quân Hồi Hột đến đều bỏ chạy. Quách Tử Nghi thừa cơ thúc 2 cánh quân chính diện tấn công ồ ạt. Quân Yên thua to, Nghiêm Trang và các tướng dẫn tàn quân chạy về phía đông. Quách Tử Nghi dẫn quân truy sát.
An Khánh Tự được tin cánh quân chủ lực đi cứu Trường An bị đánh bại rất sợ hãi, dẫn 300 kỵ binh và 1000 bộ binh bỏ Lạc Dương chạy về Nghiệp Thành. Ngày 18 tháng 10, quân Đường thừa thắng tiến vào Lạc Dương.
Đường Túc Tông nghe tin Quách Tử Nghi giành lại hai kinh, phong ông làm Đại quốc công (代国公). Thượng hoàng Đường Huyền Tông nghe tin cũng có lời khen ngợi.

### Bại binh Nghiệp Thành
Tháng 9 năm 758, Quách Tử Nghi cùng Lý Quang Bật và 7 Tiết độ sứ nhà Đường được lệnh đi đánh An Khánh Tự ở Nghiệp Thành. Quân Đường có tổng cộng 60 vạn người. Đường Túc Tông lại cho rằng vì Tử Nghi và Quang Bật có công trận ngang nhau, không thể đặt ai trên ai, nên sai hoạn quan Ngư Triều Ân làm tổng chỉ huy.
Quách Tử Nghi mang quân từ Hạnh Viên vượt sông, bao vây tấn công Vệ Châu. An Khánh Tự dẫn 7 vạn quân chia làm 3 ngả, tăng viện cho Vệ Châu. Tử Nghi bố trí 3000 tay cung nấp sau lũy đất rồi dẫn quân ra khiêu chiến. An Khánh Tự thúc quân ra đánh. Tử Nghi giả thua chạy, quân Yên đuổi theo. Bất thần các tay nỏ vùng dậy bắn, giết hơn nửa quân Yên. Tử Nghi cũng quay trở lại đánh giết. An Khánh Tự thua lớn, bỏ chạy về Nghiệp Thành rồi sai người cầu cứu Sử Tư Minh. Tư Minh vốn đã hàng nhà Đường, nhưng bất mãn vì phát hiện Đường Túc Tông có ý trừ khử mình, bèn mang 10 vạn quân trở lại chống nhà Đường, từ Phạm Dương đi cứu An Khánh Tự.
Tháng 2 năm 759, Tiết độ sứ 9 phương của nhà Đường dẫn quân đông đảo tới bao vây Nghiệp Thành. Sử Tư Minh thấy thế quân Đường mạnh mẽ bèn dẫn quân đến Phẫu Dương đóng lại không tiến. Quân Đường dẫn nước sông Chương vào thành. Trong thành nước ngập rất nguy cấp, nhưng An Khánh Tự vẫn cố phòng thủ chờ viện binh của Sử Tư Minh. Hoạn quan Ngư Triều Ân không hiểu việc quân sự nên dùng dằng không ra lệnh đánh thành.
Sử Tư Minh thấy quân Đường vây lâu ngày không hạ được thành, bèn tiến quân. Tư Minh tiến lên hạ trại cách quân Đường 50 dặm, chia một cánh quân đi cướp lương quân Đường, các cánh quân nhỏ khác đến tập kích ban đêm khiến quân Đường bị tổn thất khá nặng. Quân Đường bị thiếu lương đều dao động. Sau đó Tư Minh dẫn 5 vạn quân đánh thẳng vào đại trại quân Đường. Quân Đường thua lớn, Quách Tử Nghi cùng các Tiết độ sứ chạy tản mỗi người một nơi. Tử Nghi rút về Hà Dương để giữ Lạc Dương.
Ngư Triều Ân vốn ganh ghét với công trạng của Tử Nghi, dâng sớ kể tội ông làm quân Đường bại trận ở Nghiệp Thành. Đường Túc Tông bèn triệu ông về triều, sai Lý Quang Bật chỉ huy quân đội. Nhiều tướng sĩ biết tin ông bị cách chức đều đứng ở ven đường khóc đưa tiễn.
Đường Đế dùng Lý Quang Bật thay Quách Tử Nghi cầm quân ở Hà Dương. Năm 761, Lý Quang Bật bị thua trận ở Hà Dương, vì vậy triều đình lại dựa vào Quách Tử Nghi. Đầu năm Bảo Ứng (762), hai đạo Thái Nguyên và Giáng Châu làm phản, triều đình khủng cụ, phong Quách Tử Nghi làm Phần Dương quận vương (汾陽郡王), xuất binh dẹp hai trấn.
Không lâu sau, Đường Túc Tông băng hà, Đường Đại Tông lên ngôi (tháng 5 năm 762), nghe lời gièm pha của Trình Nguyên Chấn thì lại nghi ngờ ông, tước binh quyền và giam lỏng ông tại nhà. Lực lượng quân Yên tàn hại lẫn nhau, bị suy yếu và cuối cùng bị đánh bại năm 763.

## Chống Thổ Phiên
Năm 763, 20 vạn quân Thổ Phiên tấn công vào kinh thành Trường An. Đường Đại Tông chạy về phía đông đến Thiểm Châu, lại trọng dụng Quách Tử Nghi, phong ông làm Phó nguyên soái Quan Nội, chỉ huy hơn 4000 quân tản mát các nơi mới tập hợp về.
Tử Nghi dùng kế nghi binh, phô trương thanh thế, khiến quân Thổ Phiên cuối cùng phải rút lui. Quách Tử Nghi thu phục kinh thành Trường An lần thứ 2. Từ đó ông mới được sự tín nhiệm của Đường Đại Tông. Đại Tông xấu hổ thổ lộ sai lầm đã không sớm trọng dụng ông.
Năm 764, bộ tướng cũ của Tử Nghi là Bộc Cố Hoài Ân dẫn quân lên phía bắc chiếm cứ Hà Đông chống lại triều đình. Tháng 7 năm đó Quách Tử Nghi được phong làm Tiết độ sứ Sóc Phương đi đánh Hoài Ân. Các thủ hạ của Hoài Ân đều là quân cũ dưới quyền Tử Nghi, nghe tin ông đến bèn bỏ Hoài Ân theo hàng ông.
Hoài Ân cô thế, dẫn 300 quân chạy đến Linh Vũ, lôi kéo các bộ lạc Hồi Hột, Thổ Phiên chống nhà Đường. Tổng số quân hai bộ lạc có 10 vạn người, vòng qua Mân Châu tiến sát đến Phụng Thiên. Trước thế mạnh của quân địch, vua Đại Tông lại sai Tử Nghi đi đánh. Quân Hồi Hột và Thổ Phiên nghe uy danh Tử Nghi đều sợ, tự rút lui về.
Tháng 9 năm 765, Bộc Cố Hoài Ân lại dẫn quân các bộ tộc Hồi Hột, Thổ Phiên, Đảng Hạng, nói dối họ là Quách Tử Nghi đã qua đời nên cùng nhau vào đánh nhà Đường. Các bộ tộc theo Hoài Ân tập hợp được 30 vạn quân tấn công. Kinh thành Trường An lại bị uy hiếp. Quách Tử Nghi đề nghị Đường Đại Tông điều quân các trấn về giữ, tự mình mang quân ra Kim Dương bảo vệ kinh thành.
Vừa đến Kim Dương, Tử Nghi bị 10 vạn quân Thổ Phiên và Hồi Hột đến bao vây. Ông vẫn bình tĩnh điều quân phòng thủ không vội giao tranh, chỉ sai người đi thăm dò tình hình địch. Không lâu sau Tử Nghi phát hiện ra giữa hai bộ tộc Hồi Hột và Thổ Phiên có rạn nứt, vì Bộc Cố Hoài Ân đột nhiên qua đời nên Thổ Phiên muốn đặt quân Hồi Hột dưới quyền thống lĩnh của mình. Chỉ huy quân Hồi Hột là Dược Cát La em Khả Hãn Hoài Nhân, sợ bị quân Thổ Phiên thôn tính nên dẫn quân từ phía bắc đến phía tây thành. Tử Nghi nhân đó sai Lý Quang Toán sang bên quân Hồi Hột thuyết phục, nhắc lại việc hợp tác đánh An Khánh Tự và đề nghị cùng đánh Thổ Phiên.
Dược Cát La ngạc nhiên vì Tử Nghi còn sống, đề nghị được gặp ông. Quang Toán về báo lại, Tử Nghi bèn thân hành đi gặp Cát La, dù nhiều người, trong đó có con trai ông là Quách Hy can ngăn là mạo hiểm. Trước sự ngăn cản gay gắt của Quách Hy, Tử Nghi sai người trói Hy lại rồi chỉ mang theo vài tùy tùng sang trại Dược Cát La. Khi ông đến gần doanh trại quân Hồi Hột, Dược Cát La vẫn nghi hoặc, sợ ông có viện binh nên sai quân giương cung cầm giáo. Tử Nghi bèn tự mình bỏ áo giáp, cởi mũ sắt và buông giáo xuống ngựa đi vào. Dược Cát La nhận ra đúng là Tử Nghi, cùng các tù trưởng ra đón, tỏ thái độ rất kính phục.
Nghe theo lời dụ của Tử Nghi, Hồi Hột đồng tình trở giáo đánh lại Thổ Phiên. Thổ Phiên nghe tin Hồi Hột ngả theo nhà Đường, bèn nhân lúc đêm tối dẫn quân chạy về phía tây. Quách Tử Nghi bèn sai Bạch Vân Quang mang quân cùng Dược Cát La truy kích. Tự ông lĩnh đại quân tiến sau. Liên quân Đường - Hồi Hột đuổi quân Thổ Phiên đến Xích Sơn Tây Nguyên, Linh Đài, đánh bại quân địch, chém 5 vạn quân, bắt hơn 1 vạn tù binh và hàng vạn súc vật, cứu hơn 4000 thợ thủ công và phụ nữ bị quân Thổ Phiên bắt đi.
Các cánh quân bộ tộc khác nghe tin Thổ Phiên bị đánh bại bèn rút lui.
Sang năm 767, Thổ Phiên vẫn quấy nhiễu biên giới nhà Đường. Quách Tử Nghi giữ chức Phó nguyên soái, đóng quân ở Hà Trung và Mân Châu, lãnh trách nhiệm phòng thủ khiến quân địch không vào được.

## Qua đời
Năm 767, Ngư Triều Ân đố kỵ Quách Tử Nghi, khi ông cầm quân ở ngoài đã sai kẻ vô lại đi phá mộ cha Tử Nghi. Vua Đại Tông lo lắng Tử Nghi sẽ bất mãn làm phản, nhưng Tử Nghi về triều tâu về trấn an vua Đại Tông, Đại Tông mới yên tâm.
Năm 779, Đường Đại Tông chết. Thái tử Lý Quát lên ngôi Hoàng đế, tức Đường Đức Tông. Đức Tông thấy ông tuổi đã cao bèn triệu ông về triều, phong làm Thành Sơn lăng sứ, tước hiệu là Thượng phụ (尚父), chức Thái úy, Trung thư lệnh. Năm đó ông đã 83 tuổi.
Năm 781, tức năm Kiến Trung thứ 3 thời Đường Đức Tông, Thượng phụ Quách Tử Nghi qua đời, thọ 85 tuổi. Ông kết thúc sự nghiệp trọn vẹn, mang tước Phần Dương quận vương (汾陽郡王), cả nhà vinh hiển được phong tước vị sang trọng. Gia đình có ngũ đại đồng đường, con trai có nhiều người làm Phò mã, con gái nhiều người lấy hoàng tử, rất quý hiển đương thời. Trong đó Ý An hoàng hậu là cháu gái của ông, con gái của Phò mã Quách Ái, người đã cưới Thăng Bình công chúa - con gái Đường Đại Tông.
Ông được người đời sau tôn làm Ông Đa Phúc trong ba ông Phúc Lộc Thọ.

## Nhận định
Quách Tử Nghi nhiều năm chinh chiến, lập được nhiều công lao với nhà Đường nhưng trước sau nhất mực trung thành với triều đình, không tỏ ra kiêu ngạo cậy công. Sau loạn An Sử, nhiều Tiết độ sứ ly khai nhà Đường, nhưng ông được cầm cánh quân lớn vẫn không hai lòng; bị thưởng phạt bất công nhưng không tỏ ý bất mãn. Ông quản lý quân đội rộng lượng, khiến tướng sĩ hết lòng vì mình. Quách Tử Nghi trở thành công thần có được kết cục trọn vẹn ít có trong lịch sử Trung Quốc.
Sử sách nhận định về ông như sau:
Công trùm trời đất mà chủ không nghi, địa vị vượt muôn người mà không ai đố kỵ

## Gia đình
- Thê thiếp:

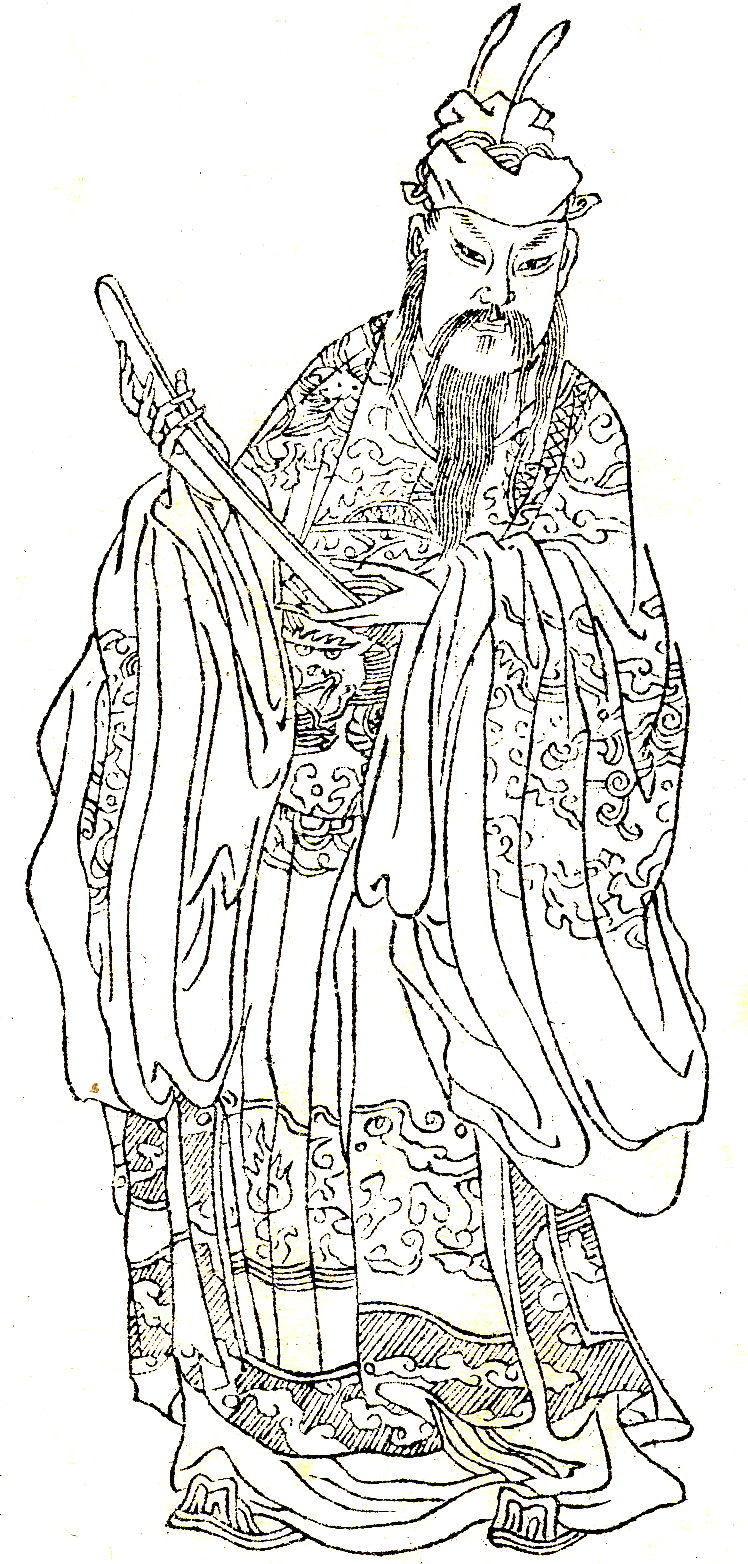
Chân dung Quách Tử Nghi

  - Hoắc Quốc phu nhân Vương thị (霍国夫人王氏), người Vạn Niên, Kinh Triệu, là con gái Đại đô đốc Cổn Châu Vương Thủ Nhất. Ban đầu phong Lang Da huyện quân (琅琊县君), sau thăng Thái Nguyên quận quân (太原郡君) rồi Quốc phu nhân.
  - Lương Quốc phu nhân Lý thị (凉国夫人李氏), người Nhạc Đô, Thiện Châu.
  - Nam Dương phu nhân Trương thị (南阳夫人张氏).
  - Kính Tiết phu nhân Hàn thị (劲节夫人韩氏).
  - Thị thiếp Triệu thị (赵氏).
- Con trai: đến 6 người là do Vương thị sinh ra.
  - Quách Diệu (郭曜), từng nhậm Khai Dương phủ Quả Nghị đô úy, cùng Quách Tử Nghi bình định loạn An Sử, nhậm Vệ úy khanh, Thái tử Chiêm sự, Thái tử Thiếu bảo, tước Thái Nguyên Quận công (太原郡公), sau tập phong tước Đại Quốc công (代国公) của cha. Mất năm Kiến Trung thứ 4 (783) thời Đường Đức Tông, thụy hiệu Hiếu (孝).
    - Quách Phong (郭锋)

  - Quách Cán (郭旰), chết trong loạn An Sử.
  - Quách Hi (郭晞), cùng Quách Tử Nghi thu phục lưỡng kinh, công lao to nên nhậm Hồng Lư khanh, Điện trung giám, Kiểm giáo Công bộ Thượng thư kiêm Thái tử Tân khách, tước Triệu quốc công (赵国公). Mất năm Trinh Nguyên thứ 10 (794) đời Đường Đức Tông, tặng Thượng thư Binh bộ.
    - Quách Cương (郭钢), nhậm Sóc phương Tiết độ sứ, phụ tá của Đỗ Hi Toàn (杜希全)
    - Quách Quân (郭钧).

  - Quách Phách (郭昢), không có truyện.
  - Quách Ái (郭曖), cưới Thăng Bình công chúa, con gái của Đường Đại Tông. Từng nhậm Điện trung giám, Kiểm giáo Tản tá kị Thường thị, Thái thường khanh, tước Quảng Dương Huyện nam (广阳县男), sau cải thành Thanh Nguyên Huyện hầu (清源县侯), rồi tập phong Đại quốc công (代国公) tước vị. Mất năm Trinh Nguyên thứ 16 (800), tặng Thượng thư Tả phó xạ, sau thăng Thái phó. Ông là cha của Ý An hoàng hậu Quách thị, chính thê của Đường Hiến Tông.
    - Quách Chú (郭铸), tập phong Đại Quốc công (代国公).
    - Quách Chiêu (郭钊), nhậm Tả kim ngô Đại tướng quân, Kiểm giáo Công bộ Thượng thư, Mân Ninh Tiết độ sứ, Tư nông khanh, Hà Dương tam thành Tiết độ sứ, Hà Trung doãn, Binh bộ Thượng thư.
    - Quách Tung (郭鏦), cưới con gái Đường Thuận Tông, Hán Dương Công chúa, nhậm Kiểm giáo Quốc tử Tế tửu, Hữu kim ngô Tướng quân, Thái tử Chiêm sự, Nhàn cứu Cung uyển sứ, phong Thái Nguyên Quận công (太原郡公), truy tặng Thượng thư Tả phó xạ.
    - Quách Tiêm (郭銛), cưới con gái Đường Thuận Tông, Tây Hà Công chúa, nhậm Điện trung giám, Thái tử Chiêm sự, Nhàn cứu Cung uyển sứ.

  - Quách Ngộ (郭晤), không có truyện.
  - Quách Thự (郭曙), nhậm Tư Nông thiếu khanh, sau có công dẹp Chu Thử nên phong Tả Kim ngô vệ Đại tướng quân, tước Kỳ quốc công (祁国公).
  - Quách Ánh (郭映), làm chức Thái tử Tả dụ đức.
- Con gái:
  - Trưởng nữ, lấy Thành Đô huyện lệnh Lư Nhượng Kim (卢让金).
  - Nhị nữ, lấy Ngạc Châu quan sát sứ Ngô Trọng Phụ (吴仲孺).
  - Tam nữ, lấy Vệ úy khanh Trương Tuấn (张浚).
  - Tứ nữ, lấy Điện trung thiếu giám Lý Đổng Thanh (李洞清).
  - Ngũ nữ, lấy Tư môn Lang trung Trịnh Hồn (郑浑).
  - Lục nữ, lấy Phần Châu biệt giá Trương Ung (张邕).
  - Thất nữ, lấy Hòa Châu thứ sử Triệu Túng (赵纵).
  - Bát nữ, lấy Thái thường tự thừa Vương Tể (王宰).